# Meroles cuneirostris
Meroles cuneirostris là một loài thằn lằn trong họ Lacertidae. Loài này được Strauch mô tả khoa học đầu tiên năm 1867.